# Mac Wilkins
Maurice Malcolm "Mac" Wilkins, född den 15 november 1950 i Eugene, Oregon, är en amerikansk friidrottare inom diskuskastning.
Han tog OS-guld i diskuskastning vid friidrottstävlingarna 1976 i Montréal. 